# 朱鼎延
朱鼎延（?—?），字元孚。山東兖州平陰縣人。明末清初詩人、政治人物。

## 生平
崇祯十六年（1643年）中进士。明末徙居聊城。入清後以方大猷之荐，授礼部主事，考选雲南道監察御史。順治六年（1649年）任順天學政。順治十一年（1651年）升太常寺卿。官至工部尚书。

## 著作
工詩，有《知年集》、《蘧未庵集》。

## 家族
先祖朱亮祖，永嘉侯。

## 外部連接
- 朱鼎延 （页面存档备份，存于） 中研院史語所